# أنجيلا رويز روبلس
أنجيلا رويز روبلس (بالإسبانية: Ángela Ruiz Robles) هي مخترِعة إسبانية، ولدت في 28 مارس 1895 في Villamanín ‏ في إسبانيا، وتوفيت في 27 أكتوبر 1975 في فيرول في إسبانيا.